# Terapia breve centrata sulla soluzione
La terapia breve centrata sulla soluzione (SFBT) è un approccio psicoterapeutico diretto all'obiettivo, basato sulla collaborazione tra terapeuta e cliente. Basata sul pensiero costruttivista e sulla filosofia wittgensteiniana, la SFBT si concentra sull'affrontare ciò che i clienti vogliono ottenere senza esplorare la storia e la provenienza dei problemi. Le sessioni di terapia SF si concentrano tipicamente sul presente e sul futuro, concentrandosi sul passato solo nella misura necessaria per comunicare empatia e comprensione accurata delle preoccupazioni del cliente.

## Introduzione generale
La terapia breve centrata sulla soluzione fu sviluppata dagli psicoterapeuti americani Steve de Shazer e Insoo Kim Berg e dal loro team al Milwaukee Brief Family Therapy Center (BFTC) in Milwaukee.
L'approccio centrato sulla soluzione fu sviluppato in modo induttivo piuttosto che deduttivo. Berg, de Shazer e il loro team dedicarono molto tempo ad analizzare le loro sedute di terapia sia dal vivo sia registrate; individuarono tutti i comportamenti e le parole del terapeuta che guidavano i clienti verso cambiamenti positivi e li inserirono nell'approccio.
Nella maggior parte degli approcci tradizionali alla psicoterapia, a partire da Freud, il terapeuta parte dal presupposto che è necessario fare un'analisi esaustiva della storia e delle cause del problema del cliente, prima di cercare di sviluppare qualunque soluzione. I terapisti centrati sulla soluzione considerano in modo radicalmente differente il processo di cambiamento, basandosi sull'osservazione di de Shazer quando afferma che anche se "le cause dei problemi sono estremamente complesse, non è detto che debbano esserlo anche le loro soluzioni".
La terapia centrata sulla soluzione assume che il terapista può aiutare i clienti a risolvere i loro problemi senza identificarne la causa e i dettagli ed evita, quindi, di esplorare questi aspetti. Secondo quest'approccio l'assessment del problema non è per nulla necessario. Concentrarsi sul problema può avere piuttosto l'effetto di allontanare il cliente dalla soluzione. Secondo la SFBT, la natura della soluzione può essere completamente differente dalla natura del problema, per questo si focalizza sulla costruzione di soluzioni attraverso l'individuazione con il cliente del suo futuro desiderato.
La SFBT è stata sviluppata con l'intento di aiutare le persone a cambiare le proprie vite nel minor tempo possibile.
In genere il trattamento dura meno di sei sedute e può portare dei risultati già in due sedute.

## La pratica clinica
In SFBT, i professionisti utilizzano tecniche di conversazione per facilitare una discussione incentrata sulle soluzioni, anziché soffermarsi sui problemi. Le domande sono l'elemento principale dell'intervento: invitano il cliente a co-costruire una visione del suo futuro preferito e ad individuare le risorse per realizzarlo, nei suoi successi del passato. Le domande aiutano i clienti a rivedere le loro esperienze, e a riconoscere il potenziale di cambiamento dove non lo vedevano prima.
L'altro strumento principale, assieme alle domande, sono i complimenti. I terapisti SBTF si astengono dal proporre interpretazioni e raramente contraddicono i clienti. Si concentrano, invece, nell'individuazione degli obbiettivi del cliente e nello sviluppo di una dettagliata descrizione di come sarà la sua vita quando avrà raggiunto l'obbiettivo. I terapisti SBTF credono che i cambiamenti siano una costante nella vita e che il compito della terapia consista nel facilitarli e amplificarli, aiutando i clienti ad identificarli e a concentrarsi su quelli che vogliono sviluppare fino a costruire una visione concreta del loro futuro desiderato.
Un modo per capire SFBT è attraverso l'acronimo MECSTAT, che sta per Domanda del miracolo, Domande di eccezione, Domande sulle risorse, Scale, Time-out, Complimenti e Compiti. Le domande SFBT invitano i clienti a parlare del loro futuro preferito e a descrivere cosa sarebbe diverso quando il problema non ci sarà più. La "domanda del miracolo" va in questa direzione, chiedendo ai clienti di immaginare che il loro problema sia stato risolto miracolosamente senza che loro se ne siano accorti e di identificare i primi indizi che indicherebbero che il problema è stato risolto.
I terapeuti fanno domande per individuare soluzioni che hanno funzionato nel passato o "eccezioni " al problema. In SFBT, le eccezioni sono momenti in cui il problema è stato meno grave o gestito meglio. Identificare le eccezioni aiuta a costruire soluzioni evidenziando ciò che funziona nella vita dei clienti. Scoprendo e amplificando le eccezioni, anche piccole, al problema, i terapeuti incoraggiano i clienti a fare di più di ciò che già funziona.
Le sedute di SFBT sono molto strutturate, seguono un format specifico e utilizzano tecniche di intervista predefinite. Tuttavia, aderire alla filosofia sottostante è considerato più importante che seguire rigorosamente le tecniche. Per la SFBT è fondamentale la convinzione che i clienti sono gli esperti delle proprie vite e possiedono le conoscenze necessarie per raggiungere i loro obiettivi. I terapeuti sono considerati gli esperti nel porre domande che evocano il processo di cambiamento.
Nella pratica della SFBT autentica, la resistenza è incontrata raramente. Per usare in modo effettivo la SFBT è fondamentale mantenere una posizione di curiosità e di non conoscenza. Nonostante la sua apparente semplicità, la SFBT richiede una pratica disciplinata, che può essere sfidante per molti operatori. Di conseguenza, alcuni utilizzano solo delle tecniche della SFBT invece di aderire alla visione complessiva, a causa della difficoltà nell'abbandonare una posizione focalizzata sul problema.

## Applicazioni
La SFBT si adatta a molti contesti perché aiuta i clienti a costruire interventi su misura per se stessi, il cliente è sempre considerato l'esperto. L'operatore utilizza le stesse parole che il cliente usa per descrivere la propria vita e il proprio futuro desiderato. Il risultato è che gli interventi basati sull'approccio centrato sulla soluzione, si allineano perfettamente al modo di intendere e di agire dei clienti.
La SFBT è efficace con bambini e famiglie e può essere applicata a molte situazioni tipiche delle famiglie. È efficace con adolescenti, con donne in gravidanza e neo mamme, con coppie, e genitori.
La SFBT è stata applicata a molti contesti, da quelli educativi e aziendali, al coaching. e al counseling. È efficace nelle scuole e con gli studenti universitari. È stato utilizzato con successo nelle strutture psichiatriche ospedaliere, e in un'ampia gamma di contesti medici. È risultato utile nel lavoro con i familiari di pazienti affetti da malattie gravi.
La SFBT è risultata efficace nel trattamento di persone che hanno subito traumi. Ne è stato suggerito l'uso con pazienti che hanno tentato il suicidio all'interno del Pronto Soccorso, con famiglie che affrontano il suicidio di un loro membro, e con pazienti con disturbi alimentari, abuso di sostanze, e obesità. È stato anche indicato come un intervento promettente per le persone con lesioni cerebrali ed è stato utilizzato efficacemente con alcune persone con disabilità intellettive. È stato anche documentato l'utilizzo con successo con un paziente in crisi psicotica.
La SFBT è risultata efficace nel ridurre la depressione, nel far aumentare l'autostima di studentesse della scuola superiore, nel migliorare la percezione di competenza sociale degli adolescenti e il comportamento di bambini e adolescenti con problemi di condotta.